# テレビ東京の映画作品一覧
テレビ東京の映画作品一覧（テレビとうきょうのえいがさくひんいちらん）は、テレビ東京が製作、または出資した映画の一覧である。
週刊少年ジャンプやレベルファイブ、ポケットモンスターからなるテレビアニメやウルトラシリーズなどのテレビシリーズとしては製作委員会への参加作品も含む。同局が製作・出資に関わる映画は、「製作委員会方式」による作品が主流である。準キー局のテレビ大阪、親会社の日本経済新聞社、系列局のテレビ北海道・テレビ愛知・テレビせとうち・TVQ九州放送、外部企業の小学館集英社プロダクション、小学館、レベルファイブ、バンダイナムコホールディングスの関連企業（バンダイナムコフィルムワークス、バンダイ）、オー・エル・エム、ぴえろ、小学館ミュージック&デジタル エンタテイメント、タカラトミー、タカラトミーアーツ、シンソフィア、電通などが制作委員会に名を連ねている作品が多い。
作品一覧に関してはCategory:テレビ東京製作の映画も参照。

## テレビシリーズ
- 隠密同心・大江戸捜査網
- ポケットモンスター（1998年 - 2020年）
- とっとこハム太郎シリーズ（2001年 - 2004年）
- NARUTO -ナルト- / NARUTO -ナルト- 疾風伝シリーズ
- 銀魂シリーズ
- 妖怪ウォッチシリーズ
- レベルファイブ製作作品
  - イナズマイレブンシリーズ
  - ダンボール戦機シリーズ
  - スナックワールドシリーズ
  - 妖怪ウォッチシリーズ
- ウルトラシリーズ（一部作品のみ製作関与）
- プリティーシリーズ / プリパラシリーズ
- アイカツ!シリーズ
- ガールズ×戦士シリーズ

## 2011年
- モテキ

## 2012年
- アウトレイジ ビヨンド
- LOVE まさお君が行く!

## 2013年
- 横道世之介
- ひまわりと子犬の7日間
- 俺はまだ本気出してないだけ
- 舟を編む
- ゴッドタン キス我慢選手権 THE MOVIE
- 人類資金
- 利休にたずねよ
- マダム・マーマレードの異常な謎 出題編
- マダム・マーマレードの異常な謎 解答編
- キッズ・リターン 再会の時

## 2014年
- 和ちゃんとオレ
- 蜩ノ記
- 超高速!参勤交代
- ゴッドタン キス我慢選手権 THE MOVIE2 サイキックラブ

## 2015年
- みんな!エスパーだよ!

## 2016年
- 超高速!参勤交代 リターンズ
- ローカル路線バス乗り継ぎの旅 THE MOVIE
- 湯を沸かすほどの熱い愛
- 永い言い訳

## 2017年
- 愚行録
- 映画 夜空はいつでも最高密度の青色だ
- アウトレイジ 最終章

## 2018年
- 羊の木
- BLEACH
- 日日是好日

## 2019年
- 長いお別れ
- 泣くな赤鬼
- えいがのおそ松さん
- 引っ越し大名!
- パラサイト 半地下の家族（製作費出資）
- 宮本から君へ

## 2020年
- 風の電話
- 星の子
- 461個のおべんとう
- さくら

## 2021年
- 花束みたいな恋をした
- 妖怪大戦争 ガーディアンズ
- 孤狼の血 LEVEL2
- バイプレイヤーズ 〜もしも100人の名脇役が映画を作ったら〜
- 劇場版「きのう何食べた?」
- 映画演劇 サクセス荘

## 2022年
- 名付けようのない踊り
- 映画 おそ松さん
- チェリまほ THE MOVIE 〜30歳まで童貞だと魔法使いになれるらしい〜
- 映画 オッドタクシー イン・ザ・ウッズ
- 死刑にいたる病
- 犬王

## 2023年
- 劇場版 SPY×FAMILY CODE: White
- 岸辺露伴 ルーヴルへ行く
- ミンナのウタ
- 大名倒産
- シナぷしゅ THE MOVIE ぷしゅほっぺにゅうワールド

## 2024年
- ベイビーわるきゅーれ ナイスデイズ[1]

## 2025年
- 劇映画 孤独のグルメ
- ショウタイムセブン
- 顔だけじゃ好きになりません
- 片思い世界
- ゴーストキラー
- シナぷしゅ THE MOVIE ぷしゅほっぺダンシングPARTY
- 岸辺露伴は動かない 懺悔室
- 映画 田村悠人

## テレビ東京非関与かつ系列局による製作作品
テレビ東京は関与していないものの、系列局あるいはその関連企業が関与、かつベネッセコーポレーションなどの外部企業が関与する作品も本項目で記述する。

### テレビせとうち
- しまじろうシリーズ（ベネッセコーポレーション、TOHO animation、電通、ソニー・ミュージックダイレクトと共同で製作関与）